# Dahane Beida

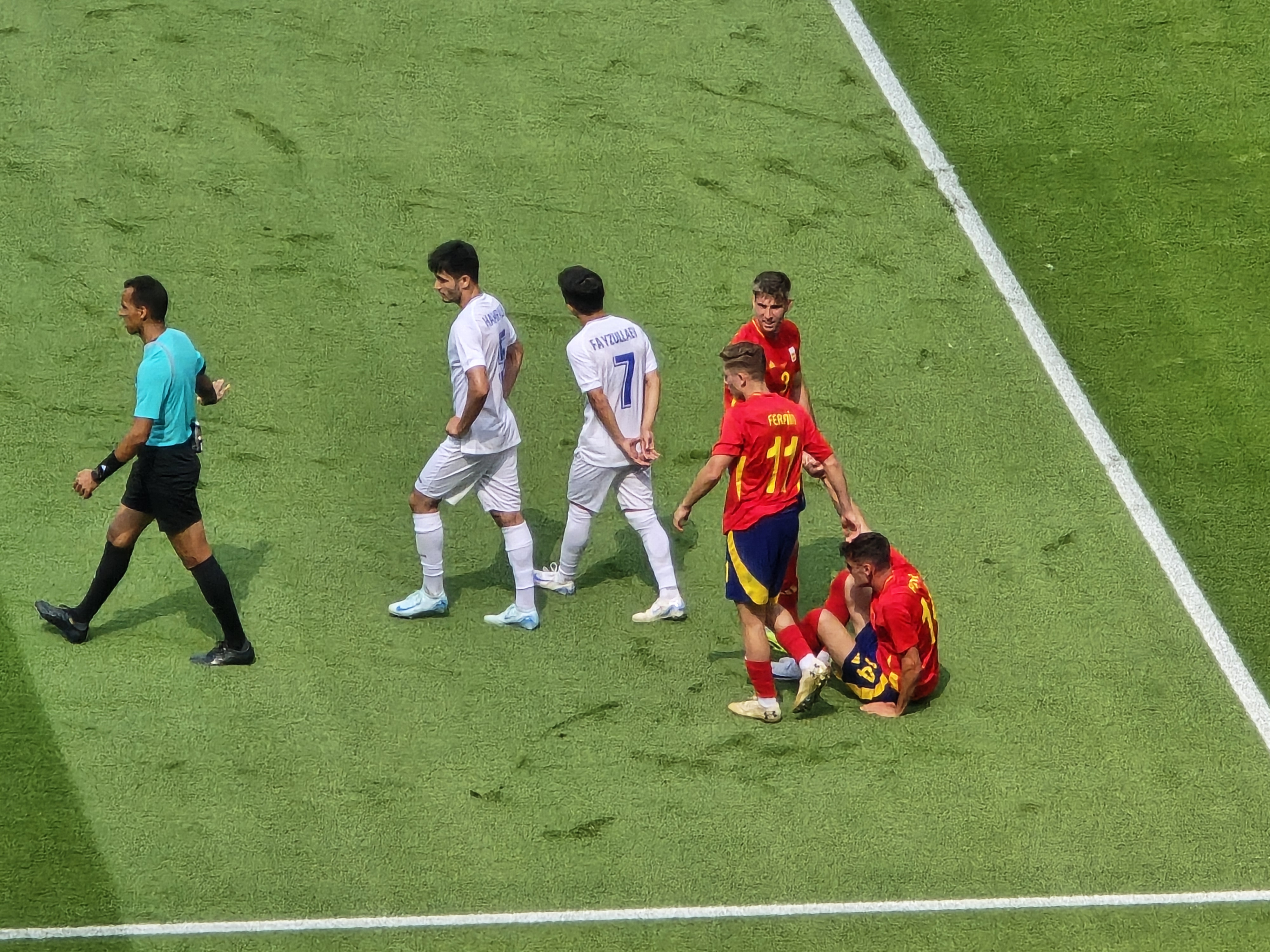
Spielszene mit Dahane Beida beim olympischen Fußballturnier 2024

Dahane Beida (* 31. Dezember 1991) ist ein mauretanischer Fußballschiedsrichter.
Seit 2018 ist er FIFA-Schiedsrichter und leitet internationale Fußballspiele.
Beida wurde für zwei Afrika-Cups nominiert. Er leitete zwei Gruppenspiele beim Afrika-Cup 2022 in Kamerun. Darüber hinaus wurde er bei einem Gruppenspiel, einem Achtelfinale und im Finale des Afrika-Cups 2024 in der Elfenbeinküste eingesetzt.
Beim olympischen Fußballturnier 2020 in Tokio wurde Beida als Unterstützungsschiedsrichter eingesetzt. Beim U-20-Afrika-Cup 2023 in Ägypten war er Videoschiedsrichter.
Zudem leitete er Spiele in der CAF Champions League, in der afrikanischen WM-Qualifikation sowie Freundschaftsspiele.

## Einsätze beim olympischen Fußballturnier 2024
| Phase         |  | Datum         | Spielort | Heimmannschaft | Gastmannschaft | Ergebnis  |
| ------------- |  | ------------- | -------- | -------------- | -------------- | --------- |
| Gruppenphase  |  | 24. Juli 2024 | Paris    | Usbekistan     | Spanien        | 1:2 (1:1) |
| Gruppenphase  |  | 30. Juli 2024 | Lyon     | Ukraine        | Argentinien    | 0:2 (0:0) |
| Viertelfinale |  | 2. Aug. 2024  | Lyon     | Japan          | Spanien        | 0:3 (0:1) |